# Platypalpus soccatus
Platypalpus soccatus är en tvåvingeart som beskrevs av Axel Leonard Melander 1927. Platypalpus soccatus ingår i släktet Platypalpus och familjen puckeldansflugor.
Artens utbredningsområde är Idaho. Inga underarter finns listade i Catalogue of Life.